# Синклер, Джордж, 5-й граф Кейтнесс
Джордж Синклер (англ. George Sinclair, 5th Earl of Caithness; 1566 — февраль 1643) — шотландский аристократ, 5-й граф Кейтнесс и глава клана Синклер (1582—1643), шотландского клана, базирующегося на севере Шотландии.

## Ранние годы
Джордж Синклер, 5-й граф Кейтнесс, был старшим сыном Джона Синклера, мастера Кейтнесса (? — 1576) и его жены Джин, дочери Патрика Хепберна, 3-го графа Ботвелла. Его отец, мастер Кейтнесса, получил грамоту от Марии, королевы Шотландии, по которой графство Кейтнесс стало мужским гонораром для него и его наследников мужского пола. По словам Хендерсона, Джордж Синклер, 5-й граф Кейтнесс, стал преемником своего деда, Джорджа Синклера, 4-го графа Кейтнесса в 1583 году. Однако, согласно The Scots Peerage, он наследовал титул от своего деда в 1582 году и, будучи несовершеннолетним, находился под опекой графа Гоури.

## Граф Кейтнесс

### Клановые распри
Джон Синклер, мастер Кейтнесс, отец 5-го графа Кейтнесса, был убит в плену в замке Синклер-Гирниго своим собственным отцом, Джорджем Синклером, 4-м графом Кейтнесс. Джордж, 5-й граф Кейтнесс позже убил двух мужчин, которые держали его отца в заточении в замке, Инграма и Дэвида Синклера, и в традиционной истории Кейтнесса он известен как «Злой Джордж», но Ролан Сен-Клер заявил, что это можно было бы более справедливо сказать о 4-м графе Кейтнессе. Согласно The Scots Peerage, Джордж Синклер, 5-й граф Кейтнесс, получил освобождение в грамоте под Большой печатью Шотландии вместе с двадцатью двумя другими 19 мая 1585 года за убийство Дэвида Хьюма из Креншависа и двух братьев по имени Синклер. По словам Ролана Сен-Клера, это помилование было подписано королём Яковом в Холирудском дворце и было прощением за убийство двух братьев Синклер, которые, в свою очередь, убили его отца.
По словам историка Роберта Маккея, цитирующего историка XVII века сэра Роберта Гордона, 1-го баронета, в 1585 году в Элгине, Шотландия, произошла встреча между Джорджем Гордоном, 1-м маркизом Хантли, Александром Гордоном, 12-м графом Сазерленда, Джорджем Синклером, 5-м графом Кейтнесс и Хьюстин дю Маккей, 13-м из Стратнавера. Целью встречи, по словам Роберта Маккея, было восстановление отношений, которые были испорчены между графом Сазерлендом, графом Кейтнессом и Хьюстином дю Маккеем (Хью Маккей) из-за действий клана Ганн и Хью Маккея в Ассинте. Оба отправились туда по приказу графа Кейтнесса. Однако историк Ангус Маккей не утверждает, что Хью Маккей присутствовал на этой встрече и что цель встречи состояла в том, чтобы разрушить конфедерацию между Хью Маккеем и графом Кейтнессом. По словам историка Роберта Маккея, на собрании было решено, что клан Ганн должен быть «изгнан», потому что они были признаны главными виновниками этих «проблем и волнений», но что и Хью Маккей, и Джордж Синклер, граф из Кейтнесса не желали нападать на своих старых союзников, клан Ганн, и поэтому покинули собрание в Элгине. Вследствие этого в 1586 году Джордж Гордон, маркиз Хантли, приехал на север в Сазерленд, земли своего кузена Александра Гордона, 12-го графа Сазерленда. Он послал сообщение Хью Маккею и Джорджу Синклеру, графу Кейтнесс, о встрече с ним в замке Данробин, резиденции Сазерленда. Согласно историку Роберту Маккею, граф Кейтнесс встречался с Гордонами из Хантли и Сазерленда, но Маккей не встречался и поэтому был осуждён как мятежник. Однако, по словам историка Ангуса Маккея, Хью Маккей действительно присутствовал на этой второй встрече, но отклонил предложения графов Хантли и Сазерленда об уничтожении клана Ганн. Однако граф Кейтнесс действительно согласился с Гордонами в том, что Ганны должны быть уничтожены. Роберт Маккей также заявляет, что граф Кейтнесс согласился с предложениями Гордона на этой второй встрече атаковать Ганнов. Согласно историку Роберту Маккею, Синклер, граф Кейтнесс, послал своих людей под командованием Генри Синклера, чтобы атаковать Ганнов. В последующей битве при Аллт-Камне к Ганнам присоединились Маккеи, они победили Синклеров и убили их лидера Генри Синклера, который был «двоюродным братом» графа Кейтнесса.
Согласно сэру Роберту Гордону (который сам был сыном Александра Гордона, 12-го графа Сазерленда) в 1590 году, Джордж, граф Кейтнесс, в течение нескольких лет враждовал с Александром Гордоном, 12-м графом Сазерленда, вторгся в Сазерленд, но потерпел поражение. в битве при Клинетрадуэлле. Однако, согласно историку начала 20-го века Ангусу Маккею, Дональд Баллок Маккей, сводный брат Хьюстина дю Маккея, 13-го из Стратнавера, спас ситуацию для графа Кейтнесса , и даже в отчёте Гордона говорится, что Дональд Баллок Маккей играл роль часть хорошего командира, поддержавшего графа Кейтнесса и находившегося на противоположной стороне вражды со своим сводным братом Хьюстином, который поддерживал графа Сазерленда. Потери с каждой стороны были примерно равны.
Английский посол Роберт Боуз написал в январе 1592 года, что граф Кейтнесс недавно схватил и повесил старших сыновей Лахлана Мор Макинтоша и Ангуса Уильямса с восемью их товарищами. Считалось, что граф Хантли был участником этой акции .
В 1601 году в Бенгриме произошло противостояние между армиями графа Кейтнесса и графа Сазерленда. Граф Кейтнесс послал гонцов к графу Сазерленду с мирными предложениями, но они были отклонены, и ему посоветовали оставаться на месте до следующего дня, когда он будет уверен в битве. Затем люди из Кейтнесса бежали, и армия графа Сазерленда двинулась вперёд: клан Маккей справа, кланы Манро и Маклауды слева и Сазерленды в центре. Авангард графа Сазерленда возглавляли Патрик Гордон и Дональд Маккей. Достигнув лагеря графа Кейтнесса, они обнаружили, что их враг бежал.

### Жалованные грамоты
Джордж Синклер, 5-й граф Кейтнесс, получил грамоты от короны 17 декабря 1591 года, 18 июня 1606 года, 3 ноября 1612 года и 9 июня 1615 года. Он оставил графство Кейтнесс 3 апреля 1592 года с согласия своей жены, Джин Гордон, графини Кейтнесс, в руки короля Шотландии Якова VI. Затем была предоставлена хартия Уильяму Синклеру, его старшему сыну и наследнику, а также его наследникам мужского пола с оговоркой о пожизненной ренте и терсе его жены.
Джордж Синклер был шерифом Кейтнесса. Это привело к спору с Джорджем Кейтом, 5-м графом Маришалем, в 1610 году, потому что его арендаторы в Кейтнессе не подпадали под юрисдикцию шерифа. После судебного иска от Джорджа Синклера из Данбита, Маришаль продал свои земли в Кейтнессе Синклеру.

### Оркнейская экспедиция
В 1614 году Роберт Стюарт, сын Патрика Стюарта, 2-го графа Оркнейских островов, незаконно захватил дворец Бирса, замок Киркуолл, Дворец ярлов и другие крепости на Оркнейских островах. Граф Кейтнесс тогда находился в Эдинбурге и предложил отправиться на Оркнейские острова и подтвердить авторитет закона, при условии, что ему будет предоставлено достаточно войск для этой цели. Правительство согласилось, и в августе 1614 года он отплыл из Лейта с шестьюдесятью солдатами и двумя пушками из Эдинбургского замка. Прибыв в Кейтнесс, судно подошло к заливу Синклер и, собрав несколько дополнительных войск из числа подданных графа, Джордж Синклер вместе со своим родным братом Генри Синклером отплыл прямо на Оркнейские острова, высадив свои войска в Киркволле. Затем он начал кампанию с осады различных постов, занимаемых повстанцами. Последним из них был замок Киркуолл, который Роберт Стюарт с шестнадцатью мужчинами защищал три недели. Все заключённые были доставлены в Эдинбург и казнены, за исключением Патрика Халкро, предательство которого привело к капитуляции замка. В январе 1615 года граф Кейтнесс отправился в Лондон и получил соответственно награду.
Джордж Синклер, 5-й граф Кейтнесс, умер в феврале 1643 года в возрасте 77 лет, ему наследовал его правнук, Джордж Синклер, 6-й граф Кейтнесс.

## Семья
Джордж Синклер, 5-й граф Кейтнесс, летом 1585 года женился на Джин Гордон, дочери Джорджа Гордона, 5-го графа Хантли, и Энн Гамильтон, и имел следующих детей:
- Уильям Синклер, лорд Берридейл (? — 1633/1642), женившийся на Мэри, дочери Генри Синклера, 6-го лорда Синклера. Уильям умер раньше своего отца, оставив сына Джона Синклера, мастера Берридейла (? — 1639), который женился на Джин Маккензи, дочери Колина Маккензи, 1-го графа Сифорта. Джон Синклер умер в 1639 году, оставив трёх сыновей: Джорджа Синклера, 6-го графа Кейтнесса (? — 1676), Джона Синклера и Уильяма Синклера.
- Фрэнсис Синклер из Нортфилда, Эдинбург, который женился на Элизабет, дочери лорда Фрейзера, и имел сына Джорджа Синклера, 7-го графа Кейтнесса (родом из Кейсса) (? — 1698). У Фрэнсиса также осталась дочь, «леди Джин де Мэй», которая умерла в 1716 году. У Фрэнсиса также была внебрачная дочь Маргарет, которая в 1653 году вышла замуж за Джона, сына Александра Сазерленда в Либстере.
- Фрэнсис Синклер, незаконнорождённый сын, который примерно в 1621 году дрался на дуэли со своим родственником Уильямом Синклером из Мэя. Отсюда Фрэнсис Синклер происходит из ветви Синклера из Стиркоке, в которую входит Джордж Синклер, погибший во время экспедиции в Норвегию в 1612 году[3][12].
- Джон Синклер, незаконнорождённый сын, достигший звания подполковника в Тридцатилетней войне в Германии[3].
- Элизабет Синклер, вышла замуж в 1621 году за Джорджа Линдсея, 14-го графа Кроуфорда (? — 1633)[2].